# 西峰区
西峰区（せいほう-く）は中華人民共和国甘粛省慶陽市に位置する市轄区。漢族・回族・満族・チベット族・チワン族・朝鮮族など12民族が居住する慶陽市の政治・経済・文化・交易の中心である。区人民政府の所在地は南街街道。

## 行政区画
3街道、5鎮、2郷を管轄する：
- 街道弁事処：南街街道、北街街道、西街街道
- 鎮：肖金鎮、董志鎮、後官寨鎮、彭原鎮、温泉鎮
- 郷：什社郷、顕勝郷

## 交通

### 航空
- 慶陽空港（中国語版）

### 鉄道
- 中国国家鉄路集団
  - 銀西高速鉄道（中国語版）
    - 慶陽駅

### 道路
- 高速道路
  -  青蘭高速道路（中国語版）
- 国道
  - G244国道（中国語版）
  - G327国道（中国語版）